# Bitwa w Mogadiszu (2010–2011)
Bitwa w Mogadiszu (2010–2011) – zbrojne starcie toczące się od 23 sierpnia 2010 między armią rządową i międzynarodowymi siłami stabilizacyjnymi AMISOM, a bojówkami Al-Shabaab w somalijskiej stolicy Mogadiszu.

## Geneza
Celem somalijskich ugrupowań rebelianckich, po wypowiedzeniu wojny rządowi prezydenta Sharifa Ahmeda, co miało miejsce w lutym 2009, było przeprowadzenie zamachu stanu. Dlatego też Mogadiszu często było nękane przez bojowników.
Do pierwszych starć podczas kolejnego etapu somalijskiej wojny domowej, doszło pod koniec lutego 2009. Wówczas to zginęło 69 osób – w tym 48 cywilów, jednak wynik walk został nierozstrzygnięty.
W maju 2009 rebelianci zainicjowali wielką ofensywę w centralnej Somalii. Walki równolegle toczyły się w stolicy. Rebelianci z ugrupowania Al-Shabaab (Szebabowie) oraz Hizbul Islam prowadzili bitwę z wojskami rządowymi oraz siłami międzynarodowymi AMISOM. Ciężkie walki trwały się do końca września. W październiku został zerwany sojusz między frakcjami rebeliantów, ponieważ doszło do nieporozumień co do kontrolowanych przez nich terenów. Walki w Mogadiszu pochłonęły życie ok. 100 rebeliantów i 100 żołnierzy rządowych oraz 29 żołnierzy AMISOM. Zginęło także prawie 1500 cywilów, a 223 tys. musiało uciekać z miasta.
W trakcie bitwy rebelianci zdobyli kontrole w północnych sektorach miasta, jednak do obalenia prezydenta, mimo wielokrotnych szturmów pałacu prezydenckiego nie doszło. Po zakończeniu sojuszu bojowników, do końca roku dochodziło do sporadycznych ataków.
W 2010 w wojnie domowej udział brały trzy strony. Od stycznia walki toczyły się południu kraju - między Hizbul Islam i Szebabami (bitwa o Dobley) oraz w centralnej Somalii (głównie wokół Beledweyne między frakcjami rebelianckimi a strukturami milicji Ahlu Sunna, lojalnymi prezydentowi Ahmedowi). Rebelianci, tym razem osobno, przeprowadzali pojedyncze ataki także w stolicy - na siły AMISOM oraz patrole wojsk rządowych.

## Wydarzenia poprzedzające bitwę
2 lutego doszło do szturmu pałacu prezydenckiego. Atak odparto, a w wymianie ognia poległo 15 bojowników. 10 lutego miejsce miał kolejny atak moździerzowy na pałac prezydencki w wykonaniu Szebabów. W walkach zginęły 24 osoby, 40 zostało rannych, a tysiące cywilów uciekło ze stolicy.
Do kolejnych poważnych starć doszło 2 marca. Wtedy to bojówki Szebabów dokonały ataku na patrole AMISOM, które odpowiedziały ogniem. Rebelianci ciężarówkami podjechali pod skrzyżowanie K4 w Mogadiszu, po czym z karabinów maszynowych ostrzelali międzynarodowych żołnierzy. W potyczce zginęło 12 osób, wśród nich były dzieci, a 49 odniosło obrażenia.
7 marca Kanada wpisała ugrupowanie Al-Shabaab na listę organizacji terrorystycznych.
9 marca na targowisku w dzielnicy Bakaret w Mogadiszu został zastrzelony lider Hizbul Islam Bare Ali Bare. Świadkowie wydarzenia informowali, iż morderstwa dokonali dwaj mężczyźni, prawdopodobnie członkowie Al-Shabaab.
Ciężkie starcia wybuchły po południu 10 marca w północnej części Mogadiszu. Rebelianci Al-Shabaab dokonali uprowadzenia dwóch pracowników firmy telekomunikacyjnej. Na mężczyznach dokonano dekapitacji. Zwłoki następnie wyrzucono na ulice Mogadiszu. W starciach tego dnia zginęło co najmniej 17 osób, a 65 odniosło rany. Wśród zabitych byli cywile - kobiety i dzieci. Rebelianci użyli w walce ognia moździerzowego.
Drugiego dnia walk zginęło 37 osób. Do walk przystąpiła Unia Afrykańska (AMISOM), która prowadziła ogień artyleryjski. Bitwa toczyła się w dzielnicach Karan, Yaqshid, Shibbis i Abdiasis, gdzie wymiana ognia trwała całą noc. Rebelianci odpalali także rakiety.
Do trzeciego dnia liczba zabitych wzrosła do 60. Główne walki miały miejsce w dystrykcie Bakara. Szebabowie podeszli rano 12 marca pod skrzyżowanie Aden Ade, a następnie ostrzelali pałac prezydencki.
W kolejnych miesiącach w Mogadiszu miały miejsce sporadyczne starcia, które na sile przybrały w czerwcu, jednak z upływem czasu przygasły.

## Bitwa

### Sierpień
23 sierpnia Szebabowie ogłosili ostateczną wojnę przeciwko najeźdźcom, jak nazwano 6 tys. żołnierzy Unii Afrykańskiej, stacjonujących w Mogadiszu. W krwawych starciach, które wybuchły w stolicy zginęło co najmniej 40 cywilów zginęło, a ponad 130 zostało rannych. W walkach na południu miasta udział brały czołgi, walczące strony używały także ciężkich granatników.
Dzień później rebelianci zaatakowali hotel Muna w Mogadiszu, zabijając 38 osób w tym ośmiu parlamentarzystów. Atak przeprowadził zamachowiec-samobójca oraz ludzie z bronią palną. Zaatakowany hotel znajduje się w pobliżu pałacu prezydenckiego, więc zwiększono jego bezpieczeństwo przed możliwym atakiem ekstremistów.
25 sierpnia w ciężkich walkach zginęło sześć osób, 25 odniosło rany. Starcia między siłami AMISOM i Szebabami trwały w różnych częściach miasta, jednak najzacieklejsze walki z użyciem artylerii miały miejsce na targowisku Bakara.
26 sierpnia z miasta uciekły setki cywilów. Szebabowie ogłosili, iż zdobyli przewagę w bitwie i kontrolują nowe tereny, jednak policja zdementowała te doniesienia. W wyniku wybuchu miny IED w dzielnicy Waberi zginęło dziewięć osób w tym pięciu żołnierzy.
W wymianie ognia 27 sierpnia poległo 11 żołnierzy somalijskich oraz pięciu Szebabów i sześciu cywilów w dzielnicy Hodan. Nieopodal pałacu prezydenckiego zastrzelono kolejne cztery osoby w tym dwóch cywilów.
30 sierpnia Szebabowie zaatakowali wojskowe koszary w dzielnicy Hodan. W wymianie ognia zginęło co najmniej sześciu cywilów, a 16 odniosło rany. W walkach pod pałacem prezydenckim rebelianci zabili czterech ugandyjskich żołnierzy.
31 sierpnia w wyniku wybuchu bomby przydrożnej śmierć poniosło ośmiu cywilów, w tym trzy kobiety. Kolejnych sześciu cywilów zginęło podczas ostrzałów moździerzowych w walce pomiędzy UA i rebeliantami.

### Wrzesień
2 września w kolejnej serii walk zginęło 19 osób. W wyniku walk do 5 września stolicę Somalii opuściło 22 tys. cywilów, natomiast śmierć poniosło ok. 230 cywilów.
9 września na lotnisku w Mogadiszu doszło do dwóch eksplozji bomb. W wyniku tego zginęło osiem osób. Wśród zabitych znalazło się dwóch żołnierzy misji AMISOM.
16 września w walkach między Szebabami a żołnierzami Unii Afrykańskiej w dzielnicy Bakaara zginęło 12 cywilów, a 47 zostało rannych.
18 września rebelianci przejęli kontrolę nad dwoma rozgłośniami radiowymi w Mogadiszu - Horn Afrik i GBC.
20 września w starciach zginęło co najmniej 10 cywili, a 25 zostało rannych. Tego samego dnia pod bramami pałacu prezydenckiego wysadził się zamachowiec-samobójca raniąc dwóch żołnierzy. Natomiast 23 września w walkach ulicznych w których wykorzystywano artylerię zginęło co najmniej 26 osób, a ponad 70 odniosło rany. Wśród zabitych był jeden żołnierz i co najmniej 25 Szebabów. Bitwa toczyła się w południowych dzielnicach stolicy.
25 września suficka milicja Ahlu Sunna Waljama'a, która wspierała militarnie wojska rządowe ogłosiła, iż zaprzestaje walk zbrojnych z radykałami islamskimi w stolicy. Przyczyną tego była dymisja premiera Somalii Omara Abdirashida Ali Sharmarke'a z 21 września i tym samym niewywiązanie się z obietnic rządowych ws. podziału władzy, które zostały ustalane na mocy porozumienia z Addis Abeby. Członkowie milicji mieli mieć w rządzie pięciu ministrów. Suficcy milicjanci poinformowali, że nie zamierzają oddać kontrolowanych przed siebie terenów w centralnej Somalii rebeliantom i tam jeśli nastanie potrzeba będą walczyć.
27 września Szebabowie zaatakowali budynek parlamentu podczas jego obrad. Siły AMISOM odparły moździerzowy szturm rebeliantów.

### Październik
2 października rebelianci zaatakowali pozycje żołnierzy Unii Afrykańskiej z broni moździerzowej w dzielnicy Bakara. W wyniku wymiany ognia zginęło dziewięć osób. Kolejnego dnia w walkach zginęło osiem osób. Podczas gwałtownych starć przez pierwsze siedem dni października zginęło łącznie 42 osoby. Przewagę w bitwie zdobyły siły AMISOM, które obsadziły swoje siły w 11 nowych pszczółkach. 7 października 40% miasta było kontrolowane przez siły AMISOM.
W dniach 11-12 października zginęło kolejnych 15 osób. Wśród zabitych byli głównie cywile.
23 października na kontrolowanym przez rząd terenie doszło do protestu tysięcy mieszkańców, którzy nawoływali do zakończenia wojny. Władze odpowiedziały, że zakończenie konfliktu nie będzie łatwe, gdyż islamscy radykałowie rozszerzyli swoje partyzanckie działania. Pod koniec października rząd kontrolował sześć spośród 16 dystryktów miasta. Działania wojenne w stolicy oceniano, jako najgorsze w historii Mogadiszu.

### Listopad
1 listopada w bitwie życie straciło kolejnych 21 osób. Wśród zabitych było trzech żołnierzy rządowych, a także cywile. W tym samym dniu zaprzysiężony został nowy premier Mohamed Abdullahi Mohamed.
11 listopada w dzielnicy Boondheere w walkach zginęło 12, a 25 osób odniosło rany. 18 listopada w ostrzale moździerzowym w tej samej dzielnicy poległo 21 cywilów.
28 listopada wizytę w Mogadiszu złożył prezydent Ugandy Yoweri Museveni, który wezwał społeczność międzynarodową do zapewnienia większego wsparcia dla rządu Somalii. Następnego dnia, co najmniej piętnaście osób zginęło, a dwadzieścia pięć zostało rannych po ataku islamskich bojowników na stanowiska rządowe w północnej części miasta.

### Grudzień
Grudzień rozpoczął się nasilonymi atakami rebeliantów w północnej części miasta. 5 grudnia dwanaście osób zginęło, a dwadzieścia innych zostało rannych w wyniku ciężkiej artylerii wymiany w jednej z północnych dzielnic miasta. W walkach zginęło ponad 100 osób. Do końca grudnia walki uliczne przygasały, jednak 30 grudnia zginęło 25 cywilów, a w Nowy Rok 19 osób.
Status bitwy pozostał nierozstrzygnięty. Większość miasta kontrolowali rebelianci, jednak nie udało się im zająć pałacu prezydenckiego.

### 2011

#### Styczeń - luty: Bunt i protesty
Nowy rok rozpoczął się buntem w szeregach sił rządowych przez opóźnienia w wypłaceniu żołdu. Ponadto rebelianci napadli na bazy wojsk, zabijając 19 osób.
13 lutego setki młodych ludzi przemaszerowało ulicami Mogadiszu w proteście przeciwko przeciągającym się walkom w stolicy.
15 lutego siły lojalne wobec prezydenta zaatakowały protestujących, zabijając 4 osoby i raniąc 11. Atak został potępiony przez klan Hawiye. Prezydent wezwał społeczność międzynarodową do pomocy w opanowaniu zamieszek. 17 lutego aresztowano pięć osób, podejrzanych o odpowiedzialność za masakrę protestujących. Premier Mohamed Abdullahi Mohamed przesłał kondolencje rodzinom ofiar.

#### Luty - marzec: Ofensywa AMISOM
Po zakończeniu protestów siły AMISOM rozpoczęły miesięczną ofensywę przeciwko rebeliantom. W walkach z 19 lutego zginęło ponad 20 osób.
20 lutego w ciężkich walkach AMISOM zniszczyły umocnienia rebeliantów, zabijając przy tym sześciu dowódców Al-Shabaab. Zginęło także dwóch żołnierzy. 21 lutego miał zamach terrorystyczny. W wyniku wybuchu samochodu-pułapki zginęło co najmniej 20 osób.
Ciężkie walki trwały nadal. 23 lutego siły sprzymierzone o liczbie 2 tys. żołnierzy, lojalne prezydentowi Ahmedowi i żołnierze misji AMISOM zdobyły w dzielnicy Hodon budynek Ministerstwa Sprawiedliwości, fabrykę mleka oraz drogę prowadzącą do dzielnicy przemysłowej. Straty walk były bardzo duże - poległo 86 somalijskich żołnierzy, 8 żołnierzy AMISOM, 70 rebeliantów Al-Shabaab oraz 45 cywilów, czyli ponad 200 osób. Były to najbardziej mordercze walki w historii Mogadiszu, pomijając interwencje ONZ z 1993.
25 lutego zginęło co najmniej 10 osób. Koalicja zdobyła kolejne obiekty i sektory miasta i zatrzymała się 500 metrów od rynku Bakaara.
Według raportu z 5 marca w walkach zginęło łącznie 82 żołnierzy AMISOM, w tym co najmniej 43 żołnierzy Burundi i 10 z Ugandy. To największe straty burundyjskich żołnierzy od czasu wojny domowej w Burundi. 12 marca władze Burundi zarządziły wysłanie dodatkowych 1000 żołnierzy. Ich kontyngent po tym wynosił 4400 żołnierzy.
5 marca w Mogadiszu wybuchły dwa samochody-pułapki. Według rebeliantów w ataku zginęło 70 somalijskich żołnierzy, a 160 zostało rannych. Władze somalijskie uznały te liczby za zawyżone. 8 marca 10 cywili poległo w starciach. 9 marca pięciu rządowych żołnierzy zginęło, a czterech odniosło rany, po wybuchu bomby w bazie wojskowej Kuliyada w Mogadiszu. 10 marca 51 cywili zginęło w ulicznych walkach w Mogadiszu. 90 osób odniosło rany. Ciężkie walki trwały w dzielnicach Bondhere, Dayniile, Shibis Hawlwadig i Hodan. 17 marca 13 osób zginęło w walkach. Wśród zabitych jest sześciu żołnierzy AMISOM oraz siedmiu cywili.
24 rebeliantów zginęło, a 27 zostało rannych po ostrzale artyleryjskim w wykonaniu AMISOM, co maiło miejsce 20 marca. 23 marca 61 osób zginęło w tym 11 żołnierzy rządowych w intensywnych starciach. 25 marca zabito 12 cywili. Zaciekłe walki uliczne kontynuowano 28 marca, kiedy to poległy 152 osoby: 58 żołnierzy rządowych, 51 rebeliantów i 43 cywili.
1 kwietnia zginęło 21 Szebabów oraz 17 żołnierzy somalijskich. 8 kwietnia 45 rebeliantów, 9 cywili i 6 wojskowych AMISOM poległo w walkach w stolicy.

#### Maj - czerwiec: Ofensywa na targowisku Bakaara; letnia susza i wycofanie się rebeliantów
Targowisko Bakaara od lat podczas wojny domowej był bastionem islamskich rebeliantów, którzy stamtąd wyprowadzali ataki na siły rządowe. Wobec sukcesów sił AMISOM, sprzymierzeni z nimi wojska rządowe i milicje Ahlu Sunna podjęły próbę przejęcia go.
12 maja wojska rządowe, AMISOM i Ahlu Sunna Waljama'a rozpoczęły natarcie na targowisko. Już dwa dni później siły sojusznicze odniosły ważny sukces. Zabito Abdifataha Mahameda, dowódcę rebeliantów w Mogadiszu oraz oficera wywiadu Abdiwahaba Sheik Dole. Śmierć poniosło także 14 cywili. 15 maja w walkach zginęło 35 Szebabów w tym kilka wysokich ranga oficerów. Po czterech dniach walk wojska sprzymierzonych otoczyły bazar w odległości 500 metrów. Linia frontu 16 maja przebiegała około 500 – 700 m na północ i na zachód i 200 metrów na południe od targu. Oblężeni rebelianci broniąc się wystrzelili kilka rakiet, zabijając przy tym 6 milicjantów sufickich.
20 maja kontynuowano ciężkie walki uliczne w których zginęły trzy osoby. 22 maja wojska somalijskie przejęły kontrolę nad drogą główną stołeczną drogą cywilną Wadnaha W czasie walk dwie osoby cywilne, 4 żołnierzy AMISOM oraz 22 rebeliantów zginęło. Al-Shabaab stracił jednego ze swoich czołowych przywódców w Mogadiszu. Dzień później sprzymierzeni zdobyli Czerwony Meczet.
25 maja rebelianci otwarli w stolicy drugi front, by odciążyć broniących się Szebabów na rynku. 300 islamistów atakowało wrogów w bazach Bonder, Shingani i Scibis. W atakach zginęło sześciu radykałów. Z powodu intensywnych walk ewakuowano kupców z bazaru Bakaara. 30 maja 15 pojazdów wojskowych usiłowało przewieźć zagranicznych bojowników z Pakistanu i Jemenu do Mogadiszu. Zostali oni rozmieszczeni w dystrykcie Shabelle by odciążyć obrońców Bakaara. W walkach tego dnia zginęło dwóch żołnierzy AMISOM oraz sześciu radykałów.
2 czerwca Al-Shabaab rozpoczęło ataki na bazy AMISOM i SNA (wojska somalijskiego) przy ulicy Warshadaha. Około 17 cywilów zostało zabitych i 46 rannych. Większość zginęła kiedy ogień artyleryjski uderzył w przystanek autobusowy. AMISOM i SNA kontynuowały szturm w kierunku Bakaara mimo okopów rebelianckich. Wojska Burundi SNA uzyskał pełną kontrolę nad drogą Taranbunka prowadząca od zachodu na targowisko Bakaara. 3 czerwca AMISOM przeniosły swoje bazy bliżej targu Bakaara. Po przegrupowaniu 4 czerwca sprzymierzeni zaatakowali za pomocą czołgów Al-Shabaab w północno-wschodniej części Mogadiszu. W bitwie zginęło co najmniej 15 osób (w tym jeden żołnierz Ugandy), a 30 zostało rannych. Większość rannych stanowaila ludność cywilna. 5 czerwca walki trwały nadal. Zginęło ośmiu cywili, 15 odniosło obrażenia. 6 czerwca siły somalijskie zajęły kluczową drogę Guriga Shaqalaha, Isgoyska Dabka. W czasie walk zginęło 10 osób. Kolejnego dnia zgięło dwóch cywilów, kiedy rebelianci otwarli ogień do handlarzy czuwaliczki jadalnej.
8 czerwca na ulicach Mogadiszu zginął Fazul Abdullah Mohammed, dowódca Al-Kaidy w Afryce Wschodniej.
9 czerwca doszło do zamachu samobójczego w wyniku którego zginął jeden cywil, a rannych zostało trzech żołnierzy AMISOM. Kolejnego dnia w zamachu samobójczym zginął minister spraw wewnętrznych Somalii Abdiszakur Hasan Farah. Zamachu dokonała jego siostrzenica.
Ofensywę w Mogadiszu przerwała katastrofalna susza, podczas której dochodziło do sporadycznych ataków.
6 sierpnia kontrolujący większą część Mogadiszu Szebabowie, wycofali się na południe do swoich baz w mieście Baoida, po walkach między islamistami a siłami pokojowymi Unii Afrykańskiej i wspieranego przez społeczność międzynarodową Rządu Tymczasowego. Rebelianci powiedzieli, że zmienili taktykę, więc dlatego cofnęli się ze stolicy, jednak w rzeczywistości ich też dotknęła tragiczna susza i co za tym idzie głód.